# Glockenkrater

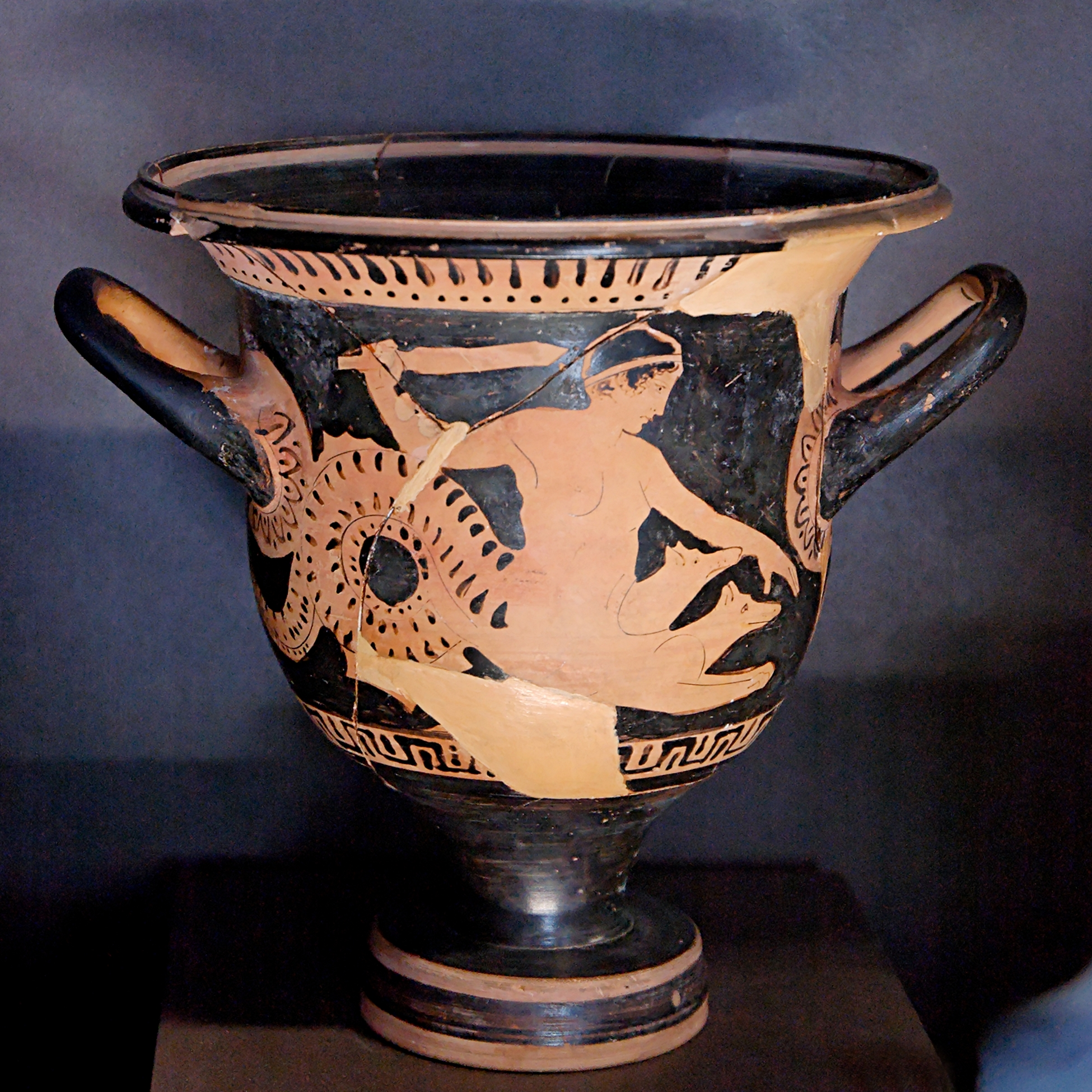
Böotischer Glockenkrater eines unbekannten Malers mit Darstellung der Skylla, um 450/25 v. Chr.

Der Glockenkrater ist ein Typus des altgriechischen Weinmischgefäßes Krater. Neben dem Kelchkrater gilt er als eine der jüngeren Kratertypen. Erste Exemplare sind auf frühen Schalen des rotfigurigen Stils (um 530 v. Chr.) dargestellt. Die ersten real bekannten Kratere stammen aus der Zeit um das Jahr 500 v. Chr. aus Athen. Einige der frühesten Exemplare haben keinen Standfuß. Es gibt vor allem in der Anfangszeit Exemplare mit Ösenhenkeln, typisch sind jedoch Schlaufenhenkel. Möglich ist, dass Glockenkratere auf älteren Formen aus Holz beruhen. Glockenkratere, die vornehmlich beim Symposion Verwendung fanden, waren noch bis in hellenistische Zeit in Gebrauch.